# Einband-Europameisterschaft 2007

Logo CEB (ausrichtender Verband)

Veranstaltungsort: Cervera

Die Einband-Europameisterschaft 2007 war das 54. Turnier in dieser Disziplin des Karambolagebillards und fand vom 21. bis zum 25. März 2007 in Cervera in der Provinz Saragossa statt. Es war die achte Einband-Europameisterschaft in Spanien.

## Geschichte
Wieder einmal mit einer überragenden Leistung von 21,42 im Generaldurchschnitt wurde Jean Paul de Bruijn zum sechsten Mal Europameister im Einband. Im Finale besiegte er den immer stärker werdenden Schweizer Xavier Gretillat knapp mit 150:144 in neun Aufnahmen. Im Halbfinale kam es zum lang erwarteten Match zwischen de Bruijn und den belgischen Allrounder Frédéric Caudron der zum ersten Mal seit 1998 wieder einmal an einer Einband-EM teilnahm. In einem hochklassigen Match siegte der Niederländer mit 150:116 in sieben Aufnahmen. Seine erste internationale Medaille gewann der Marler Ludger Havlik mit Bronze.

## Turniermodus
Gespielt wurde eine 1. Qualifikationsrunde mit 4 Gruppen à 2–3 Spielern, wovon sich die 4 Gruppensieger und die drei besten Gruppenzweiten für die 2. Qualifikationsrunde qualifizierten. Dann wurden in der Haupt-Qualifikation wieder 7 Gruppen à 3 Teilnehmer gebildet, in denen 14 gesetzte Spieler nach CEB-Rangliste sieben Plätze für das Hauptturnier ausspielten. Der Titelverteidiger war für das Hauptturnier gesetzt. Jetzt wurden 2 Gruppen à 4 Spieler gebildet. In der Vorqualifikationen wurde bis 100 Punkte gespielt. Danach wurde in der Haupt-Qualifikation bis 125 Punkte und in der Endrunde bis 150 Punkte gespielt. Die Gruppenersten und die Gruppenzweiten spielten im KO-System den Sieger aus. Der dritte Platz wurde nicht mehr ausgespielt. Damit gab es zwei Drittplatzierte.

Bei MP-Gleichstand wird in folgender Reihenfolge gewertet:
1. MP = Matchpunkte
2. GD = Generaldurchschnitt
3. HS = Höchstserie

## Qualifikation

### Vor-Vor-Qualifikation
| MP    | Match Points (Sieger = 2; Unentschieden = 1; Verlierer = 0) |
| Pkte. | Erzielte Karambolagen                                       |
| Aufn. | Benötigte Versuche                                          |
| GD    | Generaldurchschnitt                                         |
| BED   | Bester Einzeldurchschnitt eines Spielers                    |
| HS    | Höchstserie                                                 |
|       | Bester GD des Turniers                                      |
|       | Bester ED des Turniers                                      |
|       | Beste HS des Turniers                                       |
|       | 1. Platz (Gold)                                             |
|       | 2. Platz (Silber)                                           |
|       | 3. Platz (Bronze)                                           |

| Abschlusstabelle Gruppe A | Abschlusstabelle Gruppe A | Abschlusstabelle Gruppe A | Abschlusstabelle Gruppe A | Abschlusstabelle Gruppe A | Abschlusstabelle Gruppe A | Abschlusstabelle Gruppe A | Abschlusstabelle Gruppe A |
| Platz                     | Name                      | MP                        | Pkte                      | Aufn.                     | GD                        | BED                       | HS                        |
| ------------------------- | ------------------------- | ------------------------- | ------------------------- | ------------------------- | ------------------------- | ------------------------- | ------------------------- |
| 1                         | Josep Mas Solana          | 4:0                       | 200                       | 82                        | 2,43                      | 3,44                      | 22                        |
| 2                         | Abelard Salvatierra       | 2:2                       | 156                       | 67                        | 2,32                      | 2,63                      | 22                        |
| 3                         | Josep Planes              | 0:4                       | 111                       | 91                        | 1,21                      | –                         | 7                         |

| Abschlusstabelle Gruppe B | Abschlusstabelle Gruppe B | Abschlusstabelle Gruppe B | Abschlusstabelle Gruppe B | Abschlusstabelle Gruppe B | Abschlusstabelle Gruppe B | Abschlusstabelle Gruppe B | Abschlusstabelle Gruppe B |
| Platz                     | Name                      | MP                        | Pkte                      | Aufn.                     | GD                        | BED                       | HS                        |
| ------------------------- | ------------------------- | ------------------------- | ------------------------- | ------------------------- | ------------------------- | ------------------------- | ------------------------- |
| 1                         | Jacky Justice             | 4:0                       | 200                       | 39                        | 5,12                      | 5,26                      | 19                        |
| 2                         | Jordi Cadillac            | 2:2                       | 135                       | 67                        | 2,01                      | 2,08                      | 17                        |
| 3                         | Luis Orta                 | 0:4                       | 123                       | 68                        | 1,80                      | –                         | 11                        |

| Abschlusstabelle Gruppe C | Abschlusstabelle Gruppe C | Abschlusstabelle Gruppe C | Abschlusstabelle Gruppe C | Abschlusstabelle Gruppe C | Abschlusstabelle Gruppe C | Abschlusstabelle Gruppe C | Abschlusstabelle Gruppe C |
| Platz                     | Name                      | MP                        | Pkte                      | Aufn.                     | GD                        | BED                       | HS                        |
| ------------------------- | ------------------------- | ------------------------- | ------------------------- | ------------------------- | ------------------------- | ------------------------- | ------------------------- |
| 1                         | Jordi Garriga Comas       | 4:0                       | 200                       | 50                        | 4,00                      | 4,54                      | 16                        |
| 2                         | Alvaro Gomez              | 2:2                       | 164                       | 44                        | 3,72                      | 4,54                      | 19                        |
| 3                         | Jérémie Picart            | 0:4                       | 162                       | 50                        | 3,24                      | –                         | 19                        |

| Abschlusstabelle Gruppe D | Abschlusstabelle Gruppe D | Abschlusstabelle Gruppe D | Abschlusstabelle Gruppe D | Abschlusstabelle Gruppe D | Abschlusstabelle Gruppe D | Abschlusstabelle Gruppe D | Abschlusstabelle Gruppe D |
| Platz                     | Name                      | MP                        | Pkte                      | Aufn.                     | GD                        | BED                       | HS                        |
| ------------------------- | ------------------------- | ------------------------- | ------------------------- | ------------------------- | ------------------------- | ------------------------- | ------------------------- |
| 1                         | Josep Seralos             | 3:1                       | 200                       | 75                        | 2,66                      | 2,77                      | 16                        |
| 2                         | Pedro Arnau               | 1:3                       | 198                       | 75                        | 2,64                      | 2,56                      | 15                        |

| Abschlusstabelle Gruppe E | Abschlusstabelle Gruppe E | Abschlusstabelle Gruppe E | Abschlusstabelle Gruppe E | Abschlusstabelle Gruppe E | Abschlusstabelle Gruppe E | Abschlusstabelle Gruppe E | Abschlusstabelle Gruppe E |
| Platz                     | Name                      | MP                        | Pkte                      | Aufn.                     | GD                        | BED                       | HS                        |
| ------------------------- | ------------------------- | ------------------------- | ------------------------- | ------------------------- | ------------------------- | ------------------------- | ------------------------- |
| 1                         | Raúl Cuenca               | 4:0                       | 200                       | 63                        | 3,17                      | 3,57                      | 17                        |
| 2                         | Gregori Campana           | 2:2                       | 191                       | 78                        | 2,44                      | 2,00                      | 16                        |
| 3                         | Jaume Andreau             | 0:4                       | 130                       | 85                        | 1,52                      | –                         | 8                         |

| Abschlusstabelle Gruppe F | Abschlusstabelle Gruppe F | Abschlusstabelle Gruppe F | Abschlusstabelle Gruppe F | Abschlusstabelle Gruppe F | Abschlusstabelle Gruppe F | Abschlusstabelle Gruppe F | Abschlusstabelle Gruppe F |
| Platz                     | Name                      | MP                        | Pkte                      | Aufn.                     | GD                        | BED                       | HS                        |
| ------------------------- | ------------------------- | ------------------------- | ------------------------- | ------------------------- | ------------------------- | ------------------------- | ------------------------- |
| 1                         | Jaume Vila                | 2:2                       | 192                       | 85                        | 2,25                      | 2,22                      | 19                        |
| 2                         | Isidro Robledo            | 2:2                       | 157                       | 85                        | 1,84                      | 2,50                      | 12                        |

| Abschlusstabelle Gruppe G | Abschlusstabelle Gruppe G | Abschlusstabelle Gruppe G | Abschlusstabelle Gruppe G | Abschlusstabelle Gruppe G | Abschlusstabelle Gruppe G | Abschlusstabelle Gruppe G | Abschlusstabelle Gruppe G |
| Platz                     | Name                      | MP                        | Pkte                      | Aufn.                     | GD                        | BED                       | HS                        |
| ------------------------- | ------------------------- | ------------------------- | ------------------------- | ------------------------- | ------------------------- | ------------------------- | ------------------------- |
| 1                         | Toni Garriga Genestos     | 4:0                       | 200                       | 52                        | 3,84                      | 5,26                      | 22                        |
| 2                         | Josep Ramon Molina        | 2:2                       | 195                       | 62                        | 3,14                      | 3,44                      | 14                        |
| 3                         | Salvador Marti            | 0:4                       | 89                        | 48                        | 1,85                      | –                         | 10                        |

### Vor-Qualifikation
| Abschlusstabelle Gruppe A | Abschlusstabelle Gruppe A | Abschlusstabelle Gruppe A | Abschlusstabelle Gruppe A | Abschlusstabelle Gruppe A | Abschlusstabelle Gruppe A | Abschlusstabelle Gruppe A | Abschlusstabelle Gruppe A |
| Platz                     | Name                      | MP                        | Pkte                      | Aufn.                     | GD                        | BED                       | HS                        |
| ------------------------- | ------------------------- | ------------------------- | ------------------------- | ------------------------- | ------------------------- | ------------------------- | ------------------------- |
| 1                         | George Sakkas             | 4:0                       | 200                       | 25                        | 8,00                      | 10,00                     | 27                        |
| 2                         | Bernard Baudoin           | 2:2                       | 143                       | 28                        | 5,10                      | 5,55                      | 34                        |
| 3                         | Jaume Vila                | 0:4                       | 81                        | 33                        | 2,45                      | –                         | 15                        |

| Abschlusstabelle Gruppe B | Abschlusstabelle Gruppe B | Abschlusstabelle Gruppe B | Abschlusstabelle Gruppe B | Abschlusstabelle Gruppe B | Abschlusstabelle Gruppe B | Abschlusstabelle Gruppe B | Abschlusstabelle Gruppe B |
| Platz                     | Name                      | MP                        | Pkte                      | Aufn.                     | GD                        | BED                       | HS                        |
| ------------------------- | ------------------------- | ------------------------- | ------------------------- | ------------------------- | ------------------------- | ------------------------- | ------------------------- |
| 1                         | Juan Espinasa             | 4:0                       | 200                       | 42                        | 4,76                      | 5,88                      | 22                        |
| 2                         | Johann Petit              | 2:2                       | 176                       | 53                        | 3,32                      | 3,57                      | 25                        |
| 3                         | Josep Seralos             | 0:4                       | 122                       | 45                        | 2,71                      | –                         | 12                        |

| Abschlusstabelle Gruppe C | Abschlusstabelle Gruppe C | Abschlusstabelle Gruppe C | Abschlusstabelle Gruppe C | Abschlusstabelle Gruppe C | Abschlusstabelle Gruppe C | Abschlusstabelle Gruppe C | Abschlusstabelle Gruppe C |
| Platz                     | Name                      | MP                        | Pkte                      | Aufn.                     | GD                        | BED                       | HS                        |
| ------------------------- | ------------------------- | ------------------------- | ------------------------- | ------------------------- | ------------------------- | ------------------------- | ------------------------- |
| 1                         | Florian Teyssier          | 4:0                       | 200                       | 51                        | 3,92                      | 6,66                      | 31                        |
| 2                         | Dieter Steinberger        | 2:2                       | 191                       | 38                        | 5,02                      | 4,34                      | 27                        |
| 3                         | Josep Mas Solana          | 0:4                       | 147                       | 59                        | 2,49                      | –                         | 16                        |

| Abschlusstabelle Gruppe D | Abschlusstabelle Gruppe D | Abschlusstabelle Gruppe D | Abschlusstabelle Gruppe D | Abschlusstabelle Gruppe D | Abschlusstabelle Gruppe D | Abschlusstabelle Gruppe D | Abschlusstabelle Gruppe D |
| Platz                     | Name                      | MP                        | Pkte                      | Aufn.                     | GD                        | BED                       | HS                        |
| ------------------------- | ------------------------- | ------------------------- | ------------------------- | ------------------------- | ------------------------- | ------------------------- | ------------------------- |
| 1                         | Marek Faus                | 4:0                       | 200                       | 36                        | 5,55                      | 10,00                     | 61                        |
| 2                         | Pierre Soumagne           | 2:2                       | 149                       | 26                        | 5,73                      | 6,25                      | 24                        |
| 3                         | Raúl Cuenca               | 0:4                       | 169                       | 42                        | 4,02                      | –                         | 25                        |

| Abschlusstabelle Gruppe E | Abschlusstabelle Gruppe E | Abschlusstabelle Gruppe E | Abschlusstabelle Gruppe E | Abschlusstabelle Gruppe E | Abschlusstabelle Gruppe E | Abschlusstabelle Gruppe E | Abschlusstabelle Gruppe E |
| Platz                     | Name                      | MP                        | Pkte                      | Aufn.                     | GD                        | BED                       | HS                        |
| ------------------------- | ------------------------- | ------------------------- | ------------------------- | ------------------------- | ------------------------- | ------------------------- | ------------------------- |
| 1                         | Frédéric Caudron          | 4:0                       | 200                       | 19                        | 10,52                     | 12,50                     | 49                        |
| 2                         | Bernard Villiers          | 2:2                       | 143                       | 31                        | 4,61                      | 5,00                      | 32                        |
| 3                         | Toni Garriga Genestos     | 0:4                       | 66                        | 28                        | 2,35                      | –                         | 16                        |

| Abschlusstabelle Gruppe F | Abschlusstabelle Gruppe F | Abschlusstabelle Gruppe F | Abschlusstabelle Gruppe F | Abschlusstabelle Gruppe F | Abschlusstabelle Gruppe F | Abschlusstabelle Gruppe F | Abschlusstabelle Gruppe F |
| Platz                     | Name                      | MP                        | Pkte                      | Aufn.                     | GD                        | BED                       | HS                        |
| ------------------------- | ------------------------- | ------------------------- | ------------------------- | ------------------------- | ------------------------- | ------------------------- | ------------------------- |
| 1                         | René Tull                 | 4:0                       | 200                       | 53                        | 3,77                      | 4,00                      | 26                        |
| 2                         | Jordi Garriga Comas       | 2:2                       | 192                       | 51                        | 3,76                      | 4,34                      | 22                        |
| 3                         | Laurent Guénet            | 0:4                       | 136                       | 48                        | 2,83                      | –                         | 28                        |

| Abschlusstabelle Gruppe G | Abschlusstabelle Gruppe G | Abschlusstabelle Gruppe G | Abschlusstabelle Gruppe G | Abschlusstabelle Gruppe G | Abschlusstabelle Gruppe G | Abschlusstabelle Gruppe G | Abschlusstabelle Gruppe G |
| Platz                     | Name                      | MP                        | Pkte                      | Aufn.                     | GD                        | BED                       | HS                        |
| ------------------------- | ------------------------- | ------------------------- | ------------------------- | ------------------------- | ------------------------- | ------------------------- | ------------------------- |
| 1                         | Jacky Justice             | 4:0                       | 200                       | 20                        | 10,00                     | 11,11                     | 22                        |
| 2                         | Louis Edelin              | 2:2                       | 161                       | 32                        | 5,03                      | 4,76                      | 31                        |
| 3                         | Jordi Gassó               | 0:4                       | 101                       | 30                        | 3,36                      | –                         | 19                        |

### Haupt-Qualifikation
| Abschlusstabelle Gruppe A | Abschlusstabelle Gruppe A | Abschlusstabelle Gruppe A | Abschlusstabelle Gruppe A | Abschlusstabelle Gruppe A | Abschlusstabelle Gruppe A | Abschlusstabelle Gruppe A | Abschlusstabelle Gruppe A |
| Platz                     | Name                      | MP                        | Pkte                      | Aufn.                     | GD                        | BED                       | HS                        |
| ------------------------- | ------------------------- | ------------------------- | ------------------------- | ------------------------- | ------------------------- | ------------------------- | ------------------------- |
| 1                         | Rafael Garcia             | 4:0                       | 250                       | 26                        | 9,61                      | 17,85                     | 81                        |
| 2                         | Nicolas Gerassimopoulos   | 2:2                       | 148                       | 22                        | 6,72                      | 8,33                      | 37                        |
| 3                         | René Tull                 | 0:4                       | 112                       | 34                        | 3,29                      | –                         | 24                        |

| Abschlusstabelle Gruppe B | Abschlusstabelle Gruppe B | Abschlusstabelle Gruppe B | Abschlusstabelle Gruppe B | Abschlusstabelle Gruppe B | Abschlusstabelle Gruppe B | Abschlusstabelle Gruppe B | Abschlusstabelle Gruppe B |
| Platz                     | Name                      | MP                        | Pkte                      | Aufn.                     | GD                        | BED                       | HS                        |
| ------------------------- | ------------------------- | ------------------------- | ------------------------- | ------------------------- | ------------------------- | ------------------------- | ------------------------- |
| 1                         | Xavier Gretillat          | 4:0                       | 250                       | 21                        | 11,90                     | 20,83                     | 115                       |
| 2                         | Juan Carlos Pareras       | 2:2                       | 213                       | 36                        | 5,91                      | 5,95                      | 24                        |
| 3                         | Florian Teyssier          | 0:4                       | 60                        | 27                        | 2,22                      | –                         | 11                        |

| Abschlusstabelle Gruppe C | Abschlusstabelle Gruppe C | Abschlusstabelle Gruppe C | Abschlusstabelle Gruppe C | Abschlusstabelle Gruppe C | Abschlusstabelle Gruppe C | Abschlusstabelle Gruppe C | Abschlusstabelle Gruppe C |
| Platz                     | Name                      | MP                        | Pkte                      | Aufn.                     | GD                        | BED                       | HS                        |
| ------------------------- | ------------------------- | ------------------------- | ------------------------- | ------------------------- | ------------------------- | ------------------------- | ------------------------- |
| 1                         | Juan Espinasa             | 4:0                       | 250                       | 29                        | 8,62                      | 8,92                      | 47                        |
| 2                         | Arnim Kahofer             | 2:2                       | 198                       | 32                        | 6,18                      | 7,35                      | 29                        |
| 3                         | Wolfgang Zenkner          | 0:4                       | 199                       | 31                        | 6,41                      | –                         | 41                        |

| Abschlusstabelle Gruppe D | Abschlusstabelle Gruppe D | Abschlusstabelle Gruppe D | Abschlusstabelle Gruppe D | Abschlusstabelle Gruppe D | Abschlusstabelle Gruppe D | Abschlusstabelle Gruppe D | Abschlusstabelle Gruppe D |
| Platz                     | Name                      | MP                        | Pkte                      | Aufn.                     | GD                        | BED                       | HS                        |
| ------------------------- | ------------------------- | ------------------------- | ------------------------- | ------------------------- | ------------------------- | ------------------------- | ------------------------- |
| 1                         | Patrick Niessen           | 4:0                       | 250                       | 45                        | 5,55                      | 5,95                      | 38                        |
| 2                         | Marek Faus                | 2:2                       | 192                       | 42                        | 4,57                      | 6,94                      | 40                        |
| 3                         | Axel Büscher              | 0:4                       | 201                       | 39                        | 5,15                      | –                         | 34                        |

| Abschlusstabelle Gruppe E | Abschlusstabelle Gruppe E | Abschlusstabelle Gruppe E | Abschlusstabelle Gruppe E | Abschlusstabelle Gruppe E | Abschlusstabelle Gruppe E | Abschlusstabelle Gruppe E | Abschlusstabelle Gruppe E |
| Platz                     | Name                      | MP                        | Pkte                      | Aufn.                     | GD                        | BED                       | HS                        |
| ------------------------- | ------------------------- | ------------------------- | ------------------------- | ------------------------- | ------------------------- | ------------------------- | ------------------------- |
| 1                         | Ludger Havlik             | 4:0                       | 250                       | 36                        | 6,94                      | 7,81                      | 36                        |
| 2                         | Alain Rémond              | 2:2                       | 187                       | 24                        | 7,79                      | 15,62                     | 34                        |
| 3                         | George Sakkas             | 0:4                       | 88                        | 28                        | 3,14                      | 8,33                      | 35                        |

| Abschlusstabelle Gruppe F | Abschlusstabelle Gruppe F | Abschlusstabelle Gruppe F | Abschlusstabelle Gruppe F | Abschlusstabelle Gruppe F | Abschlusstabelle Gruppe F | Abschlusstabelle Gruppe F | Abschlusstabelle Gruppe F |
| Platz                     | Name                      | MP                        | Pkte                      | Aufn.                     | GD                        | BED                       | HS                        |
| ------------------------- | ------------------------- | ------------------------- | ------------------------- | ------------------------- | ------------------------- | ------------------------- | ------------------------- |
| 1                         | Francisco Fortiana        | 3:1                       | 250                       | 52                        | 4,80                      | 5,43                      | 27                        |
| 2                         | Jacky Justice             | 2:2                       | 211                       | 52                        | 4,05                      | 5,43                      | 28                        |
| 3                         | Peter Volleberg           | 1:3                       | 228                       | 46                        | 4,95                      | 5,43                      | 32                        |

| Abschlusstabelle Gruppe G | Abschlusstabelle Gruppe G | Abschlusstabelle Gruppe G | Abschlusstabelle Gruppe G | Abschlusstabelle Gruppe G | Abschlusstabelle Gruppe G | Abschlusstabelle Gruppe G | Abschlusstabelle Gruppe G |
| Platz                     | Name                      | MP                        | Pkte                      | Aufn.                     | GD                        | BED                       | HS                        |
| ------------------------- | ------------------------- | ------------------------- | ------------------------- | ------------------------- | ------------------------- | ------------------------- | ------------------------- |
| 1                         | Frédéric Caudron          | 3:1                       | 250                       | 17                        | 14,70                     | 31,25                     | 104                       |
| 2                         | Michel van Silfhout       | 2:2                       | 160                       | 21                        | 7,61                      | 7,35                      | 37                        |
| 3                         | Esteve Mata               | 1:3                       | 225                       | 30                        | 7,50                      | 9,61                      | 30                        |

## Hauptturnier

### Gruppenphase
| Abschlusstabelle Gruppe A | Abschlusstabelle Gruppe A | Abschlusstabelle Gruppe A | Abschlusstabelle Gruppe A | Abschlusstabelle Gruppe A | Abschlusstabelle Gruppe A | Abschlusstabelle Gruppe A | Abschlusstabelle Gruppe A |
| Platz                     | Name                      | MP                        | Pkte                      | Aufn.                     | GD                        | BED                       | HS                        |
| ------------------------- | ------------------------- | ------------------------- | ------------------------- | ------------------------- | ------------------------- | ------------------------- | ------------------------- |
| 1                         | Jean Paul de Bruijn       | 6:0                       | 450                       | 19                        | 23,68                     | 30,00                     | 102                       |
| 2                         | Ludger Havlik             | 4:2                       | 368                       | 54                        | 6,81                      | 6,81                      | 44                        |
| 3                         | Francisco Fortiana        | 2:4                       | 374                       | 54                        | 6,92                      | 6,25                      | 42                        |
| 4                         | Juan Espinasa             | 0:6                       | 232                       | 55                        | 4,21                      | –                         | 39                        |

| Abschlusstabelle Gruppe B | Abschlusstabelle Gruppe B | Abschlusstabelle Gruppe B | Abschlusstabelle Gruppe B | Abschlusstabelle Gruppe B | Abschlusstabelle Gruppe B | Abschlusstabelle Gruppe B | Abschlusstabelle Gruppe B |
| Platz                     | Name                      | MP                        | Pkte                      | Aufn.                     | GD                        | BED                       | HS                        |
| ------------------------- | ------------------------- | ------------------------- | ------------------------- | ------------------------- | ------------------------- | ------------------------- | ------------------------- |
| 1                         | Xavier Gretillat          | 4:2                       | 435                       | 34                        | 12,79                     | 37,50                     | 89                        |
| 2                         | Frédéric Caudron          | 4:2                       | 436                       | 35                        | 12,45                     | 18,75                     | 75                        |
| 3                         | Rafael Garcia             | 2:4                       | 391                       | 43                        | 9,09                      | 8,33                      | 59                        |
| 4                         | Patrick Niessen           | 2:4                       | 283                       | 36                        | 7,86                      | 8,82                      | 44                        |

### KO-Phase
|  | Halbfinale          | Halbfinale | Halbfinale | Halbfinale | Halbfinale | Halbfinale |                     |                  | Finale | Finale | Finale | Finale | Finale | Finale |
|  |                     |            |            |            |            |            |                     |                  |        |        |        |        |        |        |
|  |                     | MP         | Pkt.       | Aufn.      | GD         | HS         |                     |                  |        |        |        |        |        |        |
|  |                     | MP         | Pkt.       | Aufn.      | GD         | HS         |                     |                  |        |        |        |        |        |        |
|  | Jean Paul de Bruijn | 2          | 150        | 7          | 21,42      | 66         |                     |                  |        |        |        |        |        |        |
|  | Jean Paul de Bruijn | 2          | 150        | 7          | 21,42      | 66         |                     | MP               | Pkt.   | Aufn.  | GD     | HS     |        |        |
|  | Frédéric Caudron    | 0          | 116        | 7          | 16,57      | 48         |                     | MP               | Pkt.   | Aufn.  | GD     | HS     |        |        |
|  | Frédéric Caudron    | 0          | 116        | 7          | 16,57      | 48         | Jean Paul de Bruijn | 2                | 150    | 9      | 16,66  | 39     |        |        |
|  |                     | MP         | Pkt.       | Aufn.      | GD         | HS         | Jean Paul de Bruijn | 2                | 150    | 9      | 16,66  | 39     |        |        |
|  |                     | MP         | Pkt.       | Aufn.      | GD         | HS         |                     | Xavier Gretillat | 0      | 144    | 9      | 16,00  | 33     |        |
|  | Xavier Gretillat    | 2          | 150        | 11         | 13,63      | 60         |                     | Xavier Gretillat | 0      | 144    | 9      | 16,00  | 33     |        |
|  | Xavier Gretillat    | 2          | 150        | 11         | 13,63      | 60         |                     |                  |        |        |        |        |        |        |
|  | Ludger Havlik       | 0          | 60         | 11         | 5,45       | 20         |                     |                  |        |        |        |        |        |        |
|  | Ludger Havlik       | 0          | 60         | 11         | 5,45       | 20         |                     |                  |        |        |        |        |        |        |

## Abschlusstabelle
| MP    | Match Points (Sieger = 2; Unentschieden = 1; Verlierer = 0) |
| Pkte. | Erzielte Karambolagen                                       |
| Aufn. | Benötigte Versuche                                          |
| GD    | Generaldurchschnitt                                         |
| BED   | Bester Einzeldurchschnitt eines Spielers                    |
| HS    | Höchstserie                                                 |
|       | Bester GD des Turniers                                      |
|       | Bester ED des Turniers                                      |
|       | Beste HS des Turniers                                       |
|       | 1. Platz (Gold)                                             |
|       | 2. Platz (Silber)                                           |
|       | 3. Platz (Bronze)                                           |

| Phase                               | Platz | Name                | MP   | Pkt. | Aufn. | GD    | BED   | HS  |
| ----------------------------------- | ----- | ------------------- | ---- | ---- | ----- | ----- | ----- | --- |
| Finale                              | 1     | Jean Paul de Bruijn | 10:0 | 750  | 35    | 21,42 | 30,00 | 102 |
| Finale                              | 2     | Xavier Gretillat    | 6:4  | 729  | 54    | 13,50 | 37,50 | 115 |
| Halb- finale                        | 3     | Frédéric Caudron    | 4:4  | 552  | 42    | 13,14 | 18,75 | 104 |
| Halb- finale                        | 3     | Ludger Havlik       | 4:4  | 428  | 65    | 6,58  | 6,81  | 44  |
| Gruppen- phase                      | 5     | Rafael Garcia       | 2:4  | 391  | 43    | 9,09  | 8,33  | 81  |
| Gruppen- phase                      | 6     | Francisco Fortiana  | 2:4  | 374  | 54    | 6,92  | 6,25  | 42  |
| Gruppen- phase                      | 7     | Patrick Niessen     | 2:4  | 283  | 36    | 7,86  | 8,82  | 44  |
| Gruppen- phase                      | 8     | Juan Espinasa       | 0:6  | 232  | 55    | 4,21  | –     | 47  |
| Turnierdurchschnitt: Endrunde: 9,73 |       |                     |      |      |       |       |       |     |